# Günter Thiel
Günter Thiel (* 1952) ist ein deutscher Manager aus der Logistik-, Kurier- und Postunternehmensbranche.

## Leben
Er gründete im Jahre 1985 die Thiel Logistik AG, deren Vorstandsvorsitzender er bis zur Übernahme durch die strategische Management-Holding Delton im März 2003 war. Danach war er Chef des Central-and-Eastern-Europe-Bereiches des Logistik-Dienstleisters TNT.
Im September 2005 wechselte Günter Thiel zum neuen Briefdienstleister PIN Group S.A. Nach dem Streit um den Postmindestlohn und dem Ausstieg der Axel Springer AG wollte er die PIN Group S.A. zunächst übernehmen (Management-Buy-out). Thiel wohnt in der Schweiz.
Thiel ist größter Anteilseigner des Mitte der 2010er Jahr gegründeten Getränkelogistikers Splendid Drinks.